# L'Opéra (film, 2017)
Pour les articles homonymes, voir L'Opéra.
Pour plus de détails, voir Fiche technique et Distribution.
L'Opéra est un film franco-suisse réalisé par Jean-Stéphane Bron, sorti en 2017.

## Fiche technique
- Titre français : L'Opéra
- Réalisation : Jean-Stéphane Bron
- Musique : Benjamin Millepied
- Photographie : Blaise Harrison
- Montage : Julie Lena
- Production : Philippe Martin et David Thion
- Société de production : Les Films Pelléas, Bande à part Films, France 2 Cinéma, Orange Studio, Opéra National de Paris et RTS
- Société de distribution : Les Films du losange (France)
- Pays :  Suisse et  France
- Genre : documentaire
- Durée : 110 minutes
- Date de sortie : 
  -  France : 14 mars 2017 (Festival 2 Valenciennes), 5 avril 2017

## Distribution
- Stéphane Lissner
- Benjamin Millepied